# Sebastian Kaufmann
Sebastian Kaufmann (* 1979 in Leinefelde/Eichsfeld) ist ein deutscher Literatur- und Kulturwissenschaftler.

## Leben
Sebastian Kaufmann studierte ab 2002 Philosophie, Alte Geschichte und Neuere deutsche Literatur (seit 2005 als Stipendiat der Studienstiftung des deutschen Volkes) an der Universität Freiburg, wo er 2007 das Magisterexamen ablegte.
Von 2007 bis 2015 war Kaufmann wissenschaftlicher Mitarbeiter am Institut für Neuere deutsche Literatur der Universität Freiburg. 2011 wurde er dort bei Günter Saße und Jochen Schmidt mit einer Studie zu Goethes poetologischer Lyrik promoviert, 2018 habilitierte sich Kaufmann im Fach Neuere deutsche Literaturwissenschaft mit einer Untersuchung zum Verhältnis von Ethno-Anthropologie und Ästhetik im 18. und 19. Jahrhundert.
Von 2013 bis 2023 war Kaufmann Teilprojektleiter im interdisziplinären Forschungsprojekt „Nietzsche-Kommentar“ der Heidelberger Akademie der Wissenschaften. 2022 wurde Kaufmann zum außerplanmäßigen Professor an der Universität Freiburg ernannt. Er ist Gründungsmitglied und Forschungsdatenbeauftragter des dortigen Nietzsche-Forschungszentrums. Von 2022 bis 2025 hatte Kaufmann verschiedene Leitungsfunktionen am Freiburg Institute for Basic Income Studies (FRIBIS) inne, wo er ein literaturwissenschaftlich-philosophisches Forschungsteam und eine multidisziplinäre Postdoc-Gruppe aufbaute.
Internationale Lehr- und Forschungskooperationen führten Kaufmann u. a. nach Lettland, Portugal, Spanien und in die Schweiz. Im Sommersemester 2025 war er als Gastprofessor an der Universidad Complutense de Madrid tätig.

## Buchveröffentlichungen (Auswahl)
- (hg. mit Hee-Ju Kim) Wechselleben der Weltgegenstände. Beiträge zu Goethes kunsttheoretischem und literarischem Werk. FS Günter Saße: Heidelberg: Winter 2010 (Beiträge zur neueren Literaturgeschichte, Bd. 287).
- „Schöpft des Dichters reine Hand …“ Studien zu Goethes poetologischer Lyrik. Heidelberg: Winter 2011 (Beiträge zur neueren Literaturgeschichte, Bd. 291).
- (zusammen mit Günter Saße) Gotthold Ephraim Lessing: Emilia Galotti. Braunschweig: Schroedel 2012 (Schroedel Interpretationen, Bd. 28).
- (zusammen mit Günter Saße) Gotthold Ephraim Lessing: Nathan der Weise. Braunschweig: Schroedel 2013 (Schroedel Interpretationen, Bd. 38).
- (hg. mit Stefan Hermes) Der ganze Mensch – die ganze Menschheit. Völkerkundliche Anthropologie, Literatur und Ästhetik um 1800. Berlin und Boston: De Gruyter 2014
- Kommentar zu Nietzsches Idyllen aus Messina. Berlin und Boston: De Gruyter 2015 (Historischer und kritischer Kommentar zu Friedrich Nietzsches Werken, hg. von der Heidelberger Akademie der Wissenschaften, Bd. 3/1: Jochen Schmidt: Kommentar zu Nietzsches Morgenröthe / Sebastian Kaufmann: Kommentar zu Nietzsches Idyllen aus Messina).
- (hg. mit Katharina Grätz) Nietzsche zwischen Philosophie und Literatur. Von der Fröhlichen Wissenschaft zu Also sprach Zarathustra. Heidelberg: Winter 2016 (Akademiekonferenzen, Bd. 25).
- (hg. mit Katharina Grätz, unter redaktioneller Mitarbeit von Armin Thomas Müller und Milan Wenner) Nietzsche als Dichter. Lyrik – Poetologie – Rezeption. Berlin und Boston: De Gruyter 2017 (Nietzsche-Lektüren, Bd. 1).
- (hg. mit Andreas Urs Sommer) Nietzsche und die Konservative Revolution. Berlin und Boston: De Gruyter 2018.
- Heidegger liest Goethe. Ein vielstimmiges „Zwiegespräch“ (ca. 1910–1976). Mit einer Stellenkonkordanz zu Goethe in der Heidegger-Gesamtausgabe, Heidelberg: Winter 2019 (Schriften der Philosophisch-historischen Klasse der Heidelberger Akademie der Wissenschaften, Bd. 60).
- Ästhetik des ‚Wilden‘. Zur Verschränkung von Ethno-Anthropologie und ästhetischer Theorie 1750–1850. Mit einem Ausblick auf die Debatte über ‚primitive‘ Kunst um 1900, Basel: Schwabe 2020.
- Kommentar zu Nietzsches Die fröhliche Wissenschaft. Berlin und Boston: De Gruyter 2022 (Historischer und kritischer Kommentar zu Friedrich Nietzsches Werken, hg. von der Heidelberger Akademie der Wissenschaften, Bd. 3/2), 2 Teilbände.
- (hg. mit Barbara Beßlich, Paolo D’Iorio, Katharina Grätz und Andreas Urs Sommer) Nietzsches Nachlass. Probleme und Perspektiven der Edition und Kommentierung. Berlin und Boston: De Gruyter 2023 (Nietzsche-Lektüren, Bd. 9).
- (hg. mit Leon Hartmann, Bernhard Neumärker und Andreas Urs Sommer) Politische Partizipation und bedingungsloses Grundeinkommen – ‚Narrative‘ der Zukunft / Political Participation and Universal Basic Income – ‚Narratives‘ of the Future. Berlin: LIT 2024 (Schriften des Freiburg Institute for Basic Income Studies, Bd. 4).
- (hg. mit Leon Hartmann und Milan Wenner) Multipolare Begegnungen. Carl Schmitt und die politische Linke. Baden-Baden: Alber 2024.